# Associação Atlética Aparecidense
Maillots
Dernière mise à jour : 19 février 2025.
L'Associação Atlética Aparecidense est un club brésilien de football basé à Aparecida de Goiânia dans l'État de Goiás.

## Palmarès
| Compétitions nationales | Compétitions régionales |
| ----------------------- | --- |
| - Néant                 | - Championnat du Goiás : - Vice-champion : 2015 et 2018 - Championnat du Goiás de D2 (pt) (1) : - Champion : 2010 - Vice-champion : 1995, 2004 et 2008 - Championnat du Goiás de D3 (pt) (1) : - Champion : 2002 |